# A hollandi menyecske
A hollandi menyecske Kálmán Imre operettje, háromfelvonásos mű.

## Szereplők
- Jutta von Sonneburg- Glücksburg hercegnő
- Elly von der Weijde bárónő, első udvarhölgy
- Von Eberius, udvarnagy
- Adalbert herceg, Jutta nagybátya
- Von Stopp, főudvarmester
- Salina von Webelhorst, főudvarmesternő
- Paul Roderich, Usingen trónörököse
- Dr. Udo von Sterzel, Usingen nagykövete

## Cselekménye
- Helyszín: egy német hercegi udvar és Hollandia
- Idő: az első világháború előtt

## Operettslágerek
- Introduktion
- Duett: Jedes Mädchen träumt von Einem
- Marschlied: Weiber gibt’s zum Teufel holen
- Duett: Wenn im Walde froh erschallt
- Lied: Lacht uns der Mond heute Nacht ins Brautkämmerlein
- Finale I: In Liebe grüßen wir dich, o junge Braut
- Chor: Tanz der Holländerinnen
- Lied: Fröhlich bin ich durch die Welt gewandelt
- Stand das Fräulein am blauen Meere
- Terzett: Amsterdam und Rotterdam
- Das hätt ich mir nie gedacht
- Finale II: Mein musst du werden
- Musikalische Szene: Geliebter in der Ferne
- Quartett: Lockend soll ertönen
- Finale III: Hollandweibchen mit dem Häubchen

## Külső hivatkozások
- Das Hollandweibchen (hollandul/németül)
- TAMINO-KLASSIKFORUM (németül)
- Kölner Rundfunkorchester: Das Hollandweibchen (németül)

## Fordítás
- Ez a szócikk részben vagy egészben  a   Das Hollandweibchen című német Wikipédia-szócikk fordításán alapul.  Az eredeti cikk szerkesztőit annak laptörténete sorolja fel. Ez a jelzés csupán a megfogalmazás eredetét és a szerzői jogokat jelzi, nem szolgál a cikkben szereplő információk forrásmegjelöléseként.